# ديك أرندت
ديك أرندت (بالإنجليزية: Dick Arndt)‏ هو لاعب كرة قدم أمريكية أمريكي، ولد في 12 مارس 1944 في بونيرس فيري في الولايات المتحدة.

## وصلات خارجية
- ديك أرندت على موقع مرجع كرة القدم المحترفة.كوم (الإنجليزية)